# دختر شهر کوچک (فیلم ۱۹۵۳)
«دختر شهر کوچک» (انگلیسی: Small Town Girl) فیلمی در ژانر موزیکال به کارگردانی لاسلو کاردوس است که در سال ۱۹۵۳ منتشر شد.

## بازیگران
- جین پاول
- فارلی گرانگر
- ان میلر
- بیلی برک
- رابرت کیت
- فی ری
- نت کینگ کول
- بابی وان
- چیل ویلز
- ویلیام کمبل
- سکه ساکال